# "C" Is for Corpse
"C" Is for Corpse (Nederlandse titel: "C" van Crimineel) is het derde mysterieboek uit de reeks Alphabet Mysteries, van Sue Grafton. Het boek gaat over privé-detective Kinsey Millhone uit Santa Teresa, Californië.
Het boek werd in 1987 bekroond met de Anthony Award voor beste roman, tijdens de World Mystery Convention in Minneapolis.

## Inhoud
Drie dagen lang onderzoekt Kinsey de bijna fatale crash, waardoor Bobby Callahan in een ravijn belandde. De revaliderende Bobby wil weten of er sprake is van opzet, maar voor hij zijn onderzoek kan beginnen, komt hij om het leven. Millhone vermoedt dat dit, in plaats van een vermeend verkeersongeluk, een uitgestelde moord betreft.